# 毛角短溝紅螢
毛角短溝紅螢（学名：Plateros laeticeps）为紅螢科短溝紅螢屬下的一个种。